# Rousset-Serre-Ponçon
Rousset-Serre-Ponçon (bis zum 31. Dezember 2024 Rousset) ist eine französische Gemeinde im Département Hautes-Alpes in der Region Provence-Alpes-Côte d’Azur. Sie gehört zum Kanton Chorges im Arrondissement Gap.

## Geografie
Rousset-Serre-Ponçon liegt am westlichen Ufer des Stausees Lac de Serre-Ponçon. Dieser See und der Fluss Durance bilden die Grenze zu Ubaye-Serre-Ponçon. Die weiteren Nachbargemeinden sind Espinasses im Südwesten, Chorges im Nordosten, Le Sauze-du-Lac im Osten und La Bréole im Südosten.
Die Départementsstraße D3 zweigt von der Fernstraße D900B ab und führt als Passstraße über den 1110 m hohen Col Lebraut nach Chorges.

## Bevölkerungsentwicklung
| Jahr      | 1962 | 1968 | 1975 | 1982 | 1990 | 1999 | 2006 | 2012 | 2018 |
| --------- | ---- | ---- | ---- | ---- | ---- | ---- | ---- | ---- | ---- |
| Einwohner | 275  | 174  | 156  | 127  | 172  | 176  | 171  | 160  | 182  |

## Nachweise
1. ↑  Décret n° 2024-863 du 8 août 2024 portant changement du nom de communes, legifrance.gouv.fr, abgerufen am 20. Januar 2025